# HMS Vagabond
Le HMS Vagabond (pennant number : P18) est un sous-marin de Classe V de la Royal Navy.

## Engagements
Le HMS Vagabond fut commandé le 17 novembre 1942 et construit par Vickers-Armstrongs à Newcastle upon Tyne, au Royaume-Uni. Sa quille est posée le 23 avril 1943, il est lancé le 19 septembre 1944 et achevé le 27 février 1945. Son nom signifie la même chose qu’en français. Et de fait, son insigne représentait un feu de camp tel qu’un vagabond pourrait en faire, avec une marmite chauffant sur le feu.
Le HMS Vagabond est désarmé le 19 décembre 1945, et vendu en 1949 à John Cashmore Ltd pour la ferraille. Il est ferraillé à Newport le 26 janvier 1950.